# Damien Touzé
Damien Fabien Touzé (ur. 7 lipca 1996 w Iville) – francuski kolarz szosowy.

## Osiągnięcia
Opracowano na podstawie:

2014
- 1. miejsce na 4. etapie Tour de l’Abitibi

2017
- 3. miejsce w mistrzostwach Francji U23 (start wspólny)

2018
- 3. miejsce w Paryż-Troyes
- 1. miejsce na 2. etapie Ronde de l’Oise
- 1. miejsce w Kreiz Breizh Elites
  - 1. miejsce w klasyfikacji młodzieżowej
  - 1. miejsce w klasyfikacji punktowej
  - 1. miejsce na 1. etapie
- 1. miejsce w klasyfikacji punktowej Tour de l’Avenir
  - 1. miejsce na 3. etapie

2019
- 3. miejsce w mistrzostwach Francji (start wspólny)
- 3. miejsce w La Poly Normande

2021
- 3. miejsce w mistrzostwach Francji (start wspólny)

## Rankingi
| Rok             | 2016  | 2017 | 2018 | 2019 | 2020 | 2021 | 2022 | 2023  | 2024 |
| --------------- | ----- | ---- | ---- | ---- | ---- | ---- | ---- | ----- | ---- |
| World Ranking   | 2058. | 268. | 270. | 396. | 447. | 411. | 482. | 1189. | 472. |
| UCI Europe Tour | 1361. | 168. | 126. | 315. | 366. | 338. | 383. | -     | -    |
|                 |       |      |      |      |      |      |      |       |      |
| Źródło: UCI     |       |      |      |      |      |      |      |       |      |